# Frederick Forsyth
Frederick Forsyth (Ashford, Anglaterra, 1938 - 9 de juny de 2025) fou un escriptor de supervendes especialitzat en el thriller. Ha treballat de periodista, pilot i comentarista a part de la seva tasca com a autor. Els seus llibres destaquen per l'estil senzill, la trama àgil i l'abundant documentació tècnica i històrica, que aporta versemblança a les seves històries. Predominen els personatges lligats al crim, la política, l'espionatge i els moviments de les grans corporacions, usualment mostrant els costats més foscos del capitalisme. Es defineix com a euroescèptic.

## Biografia
Forsyth, nascut a Ashford, es va educar a la Tonbridge School, després a la Universitat de Granada a Espanya. Als 19 anys, va entrar a la Royal Air Force, on va servir fins al 1958.
El 1961 és corresponsal de l'agència Reuters en diversos països. El 1965, esdevé corresponsal diplomàtic de la BBC. De juliol a setembre de 1967, va cobrir la Guerra de Biafra. En aquest període va ser acusat de parcialitat respecte a Biafra, i va deixar la BBC. El 1969, va escriure el llibre The Biafra Story.
Es llança llavors a l'escriptura de novel·les particularment ben documentades utilitzant les tècniques del periodisme d'investigació. La seva primera novel·la, Xacal, és un best-seller.
Viu, avui, amb la seva dona i els seus fills, a Irlanda. Intervé de manera puntual en els mitjans de comunicació sobre preguntes polítiques o societat. Fervent seguidor de la monarquia, Forsyth és classificat entre els conservadors euroescèptics. Cobra, la seva última novel·la, va ser publicada en anglès l'agost del 2010.

## Algunes obres destacades
- The Day of the Jackal, 1971, comença per l'atemptat del Petit-Clamart contra Charles de Gaulle, el 22 d'agost de 1962, i es capbussa en la història de França de la Guerra d'Algèria i els engranatges de l'Organisation de l'Armée Secrète. Un pel·lícula (Xacal) en els anys 1970, amb Edward Fox i Michael Lonsdale, explica un atemptat de l'OAS (en un lliurament de medalles a antics combatents) contra De Gaulle. N'hi ha una segona adaptació cinematogràfica amb Bruce Willis i Richard Gere, però la pel·lícula no té gairé relació amb el llibre, ja que en aquesta pel·lícula és relacionada amb l'IRA, no amb l'OAS.
- The Odessa File, 1972, explica l'acorralament d'un criminal de guerra nazi en els anys 1960 per un jove periodista alemany i dona llum sobre la potència de l'organització dels antics nazis.
- The Dogs of War, 1974, descriu una temptativa de cop d'estat en un país d'Àfrica fictici, organitzat per un industrial britànic, que contracta mercenaris. L'anècdota és que, per preparar aquest llibre, el mateix Frederick Forsyth va contactar mercenaris per fer-los creure en l'organització d'un cop d'estat a Guinea Equatorial. Una temptativa, real aquesta vegada, va tenir-ne lloc el març 2004 en aquest mateix país, segons un guió bastant proper al llibre, i implicant Mark Thatcher.
- The Devil's Alternative, 1979, conta una sèrie d'esdeveniments que no tenen aparentment relació entre si i que conduiran Bill Matthews, el president dels Estats Units durant la guerra freda, al més terrorífic dels dilemes: l'Alternativa del Diable.
- The Fourth Protocol, 1984, és un acord secret entre els occidentals i la Unió Soviètica per tal de no fer servir mai armes nuclears sobre els territoris de l'Europa occidental o de l'Est. Aquest acord va estar a punt de trencar-se pel primer secretari del Partit Comunista de la Unió Soviètica, per tal de fer canviar el Regne Unit de bàndol. Només l'agent britànic John Preston té una possibilitat de desbaratar el formidable complot.
- El Negociador, 1989, en què planteja el segrest del fill del president dels EUA.
- The Deceiver, 1991, explica amb el relat de l'agent secret britànic Sam McCready quatre formidables històries d'espionatge de la guerra freda. Una immersió en l'univers dels serveis secrets.
- The Fist of God, 1994, té com a marc la Guerra de Kuwait (1990-1991) i conta la infiltració en territori enemic del major del SAS Mike Martin, per tal de desbaratar els projectes secrets i aterridors del règim iraquià. Una immersió fascinant en el Kuwait ocupat, el Partit Baas de Saddam Hussein, els deserts saudites i Bagdad durant la guerra.

- El manifest negre, 1997, té com a marc la Rússia postsoviètica de 1999. Els serveis secrets occidentals descobreixen els plans secrets d'Igor Komarov, ultranacionalista favorit de les pròximes eleccions russes. El seu programa secret: expansionisme militar i assassinats ètnics en massa. La CIA confia al seu millor agent, Jason Monk, canviar el curs de la història.
- El venjador (Avenger, 2003) conta l'acorralament d'un criminal de guerra serbi, assassí d'un jove estatunidenc de bona família, per un ancià combatent de l'infern vietnamita, conegut sota l'únic nom de Guil ('venjador'). També ha estat adaptada al cinema.
- The Afghan, 2006, fa tornar el major del SAS Mike Martin (The Fist of God) per tal de desbaratar un atemptat d'Al-Qaida, que deixaria la destrucció del World Trade Center com una nimiesa.